# GW-BASIC
GW-BASIC är ett programspråk; en BASIC-dialekt av Microsoft ursprungligen skapat för Compaq. Programspråket är namngivet efter Greg Whitten, en Microsoft-anställd. GW-Basic är, till skillnad mot efterträdaren QBasic, kommandoradbaserad.